# Millisle
Millisle är en ort i Storbritannien.   Den ligger i distriktet Ards and North Down och riksdelen Nordirland, i den västra delen av landet, 500 km nordväst om huvudstaden London. Millisle ligger 14 meter över havet och antalet invånare är 1 914.
Terrängen runt Millisle är platt. Havet är nära Millisle åt nordost.  Närmaste större samhälle är Bangor, 10,4 km nordväst om Millisle. 